# Wohnhaus Anita-Augspurg-Platz 3

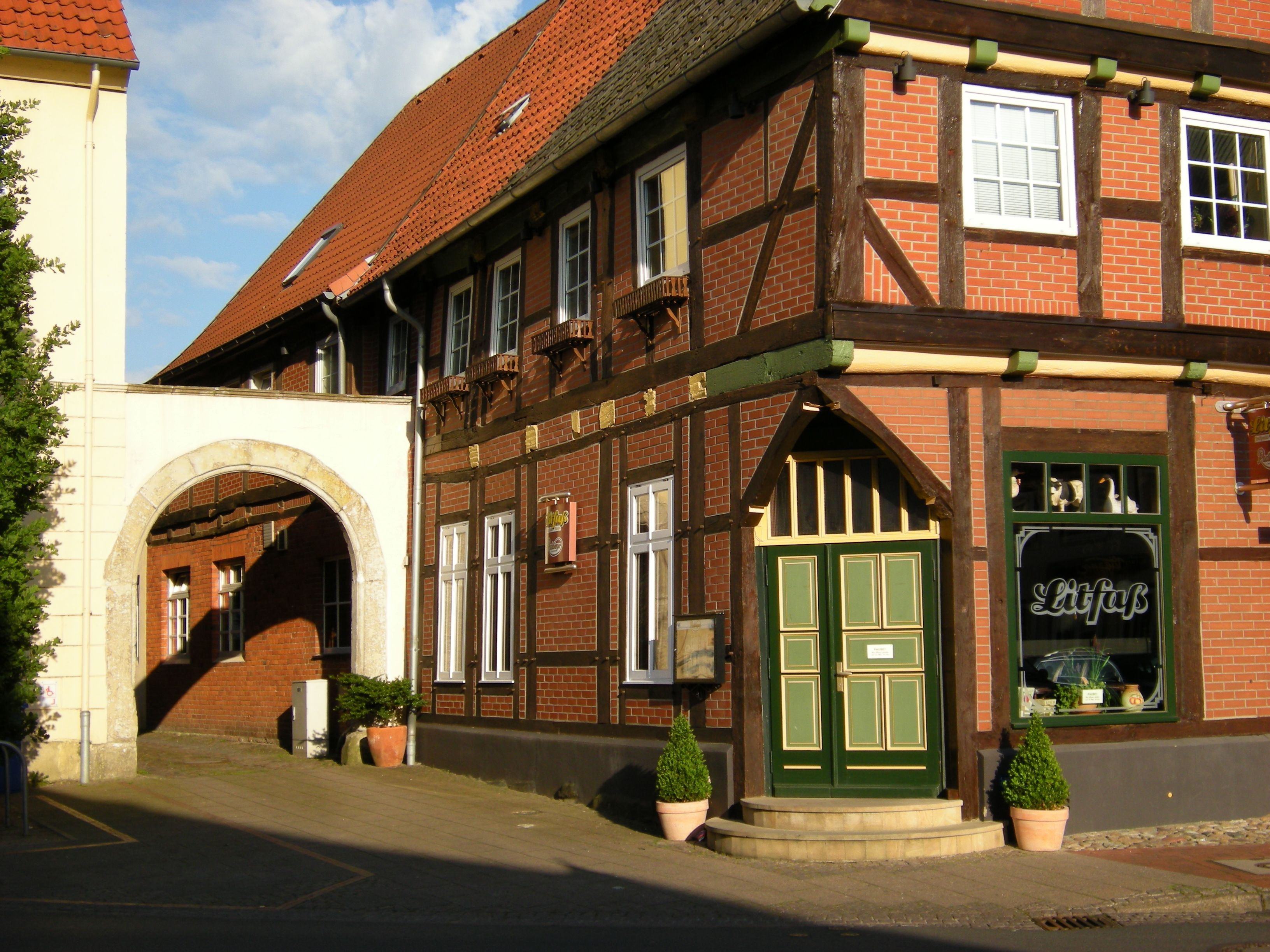
Das Wohnhaus mit Gaststätte im Erdgeschoss (2008)

Das Wohnhaus Anita-Augspurg-Platz 3 war ein denkmalgeschütztes Gebäude in Verden (Aller), das 2024 abbrannte. Es lag an der Ecke Anita-Augspurg-Platz/Obere Straße im Dombezirk.

## Geschichte
Der giebelständige Fachwerkbau wurde auf das Jahr 1670 datiert. Der Schaugiebel zur Straßenseite kragte zweimal über den Stichbalken hervor. Das Gebäude stand wegen seiner geschichtlichen, künstlerischen und städtebaulichen Bedeutung nach dem Niedersächsischen Denkmalschutzgesetz unter Denkmalschutz. Es gehörte zur Gruppe baulicher Anlagen Altstadtbereich Dombezirk.
Zuletzt wurde das Erdgeschoss als Gaststätte genutzt. Im Übrigen Haus befanden sich Wohnräume. Am 7. August 2024 brach in den Mittagsstunden im Dachgeschoss des Wohngebäudes aus noch ungeklärter Ursache ein Feuer aus. Das Gebäude wurde weitgehend zerstört.